# Sky Violation
Sky Violation (天空侵犯?, Tenkū shinpan) è un manga d'azione scritto da Tsuina Miura e disegnato da Takahiro Oba. Il manga è stato serializzato in Giappone dal 2013 al 2019 sulla rivista Weekly Shōnen Magazine; in Italia è edito da Panini Comics, con etichetta Planet Manga.

## Trama
Yuri è una liceale che si ritrova d'improvviso in un mondo dalle molteplici stranezze. Il tutto si svolge sui tetti e piani superiori, collegati fra loro da ponti lunghissimi sospesi in aria, data la mancata possibilità di scendere a quelli inferiori come il piano terra. In questi edifici però si aggirano misteriose persone mascherate che tentano, in ogni modo, di uccidere o spingere al suicidio chiunque capiti loro sotto tiro.
Dopo determinati tentativi di chiamate, Yuri riceve risposta dal fratello che la incoraggia a vivere e restare al sicuro. La ragazza però perde il telefono prima di ricevere altre informazioni sulla posizione del fratello e ora l'unico modo che ha per ritrovarlo è affrontare con coraggio gli uomini mascherati, scappando e avanzando.

## Personaggi

### Principali femminili
Yuri Honjo (本城遊理?, Honjō Yuri)
Doppiata da: Haruka Shiraishi (ed. giapponese), Serena Sigismondo (ed. italiana)
Mayuko Nise (二瀬真由子?, Nise Mayuko)
Doppiata da: Shiki Aoki (ed. giapponese), Roisin Nicosia (ed. italiana)
Kuon Shinzaki (新崎九遠?, Shinzaki Kuon)
Doppiata da: Akira Sekine (ed. giapponese), Benedetta Ponticelli (ed. italiana)

### Principali maschili
Rika Honjo (本城理火?, Honjō Rika)
Doppiato da: Junya Enoki (ed. giapponese), Manuel Meli (ed. italiana)
Yūka Makoto (誠勇火?, Makoto Yūka) / Sniper Mask (スナイパー仮面?, Sunaipā Kamen)
Doppiato da: Yūichirō Umehara (ed. giapponese), Massimo Triggiani (ed. italiana)
Rikuya Yoshida (東郷麻也?, Yoshida Rikuya)
Mamoru Aikawa (相川守?, Aikawa Mamoru)
Doppiato da: Jun Fukuyama (ed. giapponese), Mirko Cannella (ed. italiana)
Kazuma Aohara (青原和真?, Aohara Kazuma)
Doppiato da: Kōji Yusa (ed. giapponese), Emiliano Reggente (ed. italiana)
Kohei Yamanami (こへい やまなみ?, Kohei)
Doppiato da: Makoto Furukawa (ed. giapponese), Alberto Franco (ed. italiana)

### Secondari
Megumi Saito (めぐみ さいと?, Saito Megumi)
Yukio Tanabe (ゆきお たなべ?, Tanabe Yukio)
Uzuki Kusakabe (うずき くさかべ?, Kusakabe Uzuki)
Azuma (東?)
Haruka (はるか?)
Nomura (野村?)
Nakazaki (中崎?)
Yayoi Kusakabe (日下部弥生?, Kusakabe Yayoi)
Doppiata da: Yōko Hikasa (ed. giapponese)
Shinji Okihara (沖原真司?, Okihara Shinji)
Doppiato da: Megumi Ogata (ed. giapponese)
Ein (イン?, In)
Doppiato da: Chika Anzai (ed. giapponese)
Dealer Mask (ディーラー仮面?, Dīrā Kamen)
Doppiata da: Shizuka Itō (ed. giapponese)

## Media

### Manga
Il manga, scritto da Tsuina Miura e disegnato da Takahiro Oba, è stato serializzato dal 5 dicembre 2013 al 28 marzo 2019 sulla rivista Weekly Shōnen Magazine edita da Kōdansha. I vari capitoli sono stati raccolti in ventuno volumi tankōbon pubblicati dal 9 maggio 2014 al 9 luglio 2019.
In Italia la serie è stata pubblicata da Panini Comics sotto l'etichetta Planet Manga nella collana Manga Drive dal 12 ottobre 2017 al 19 dicembre 2019.

#### Volumi
| Nº | Titolo italiano Giapponese 「Kanji」 - Rōmaji | Data di prima pubblicazione             | Data di prima pubblicazione            |
| Nº | Titolo italiano Giapponese 「Kanji」 - Rōmaji | Giapponese                              | Italiano                               |
| 1  | Sky Violation 1 「天空侵犯 1」 - Tenkū shinpan 1 | 9 maggio 2014 ISBN 978-4-06-376979-1    | 12 ottobre 2017 ISBN 978-88-912-6703-0 |
| 1  | Capitoli - 1. Un mondo assurdo (訳のわかんない世界?, Wake no wakan'nai sekai) - 2. Forse capirà quello che dico?! (もしかして… 話 通じる？?, Moshikashite… -banashi tsūjiru?) - 3. Non voglio che venga uccisa!! (殺されちゃったら いやだ!!?, Korosa re chattara iyada!!) - 4. Amministratore (管理者?, Kanrisha) - 5. Aah... (あはっ…?, A hatsu…) - 6. Un mondo fatto apposta per spingerti al suicidio (飛び降り自殺させるための世界?, Tobiori jisatsu sa seru tame no sekai) - 7. Non ho solo due opzioni!! (二択じゃない!!?, Ni-taku janai!!) - 8. Forse riusciremo ad andarcene da questo mondo! (この世界から出られるかも?, Kono sekai kara de rareru kamo) - 9. In questo modo potrei essere invisibile (この世界では無敵?, Kono sekaide wa muteki) - 10. Il bianco dio della morte (白い死神?, Shiroi shinigami) - 11. È del tutto normale! (全然フツーじゃん!!?, Zenzen futsūjan!!) - 12. Ho sparato nei videogiochi (ゲームで撃ったことあるし！?, Gēmu de utta koto arushi!) - 13. Non proprio il mio tipo, diciamo (あんまり好きなタイプじゃないけど?, Anmari sukina Taipu janaikedo) - 14. Le regole scolastiche fanno schifo (校則ってサイテー！?, Kōsoku tte saitē!) - 15. Questo metodo è il più sicuro! (この方法が確実！?, Kono hōhō ga kakujitsu!) - 16. Lo uccido sicuram... (絶対に撃ち殺…?, Zettai ni uchi ya…) |                                         |                                        |
| 2  | Sky Violation 2 「天空侵犯 2」 - Tenkū shinpan 2 | 9 settembre 2014 ISBN 978-4-06-377056-8 | 9 novembre 2017                        |
| 2  | Capitoli - 17. Il diritto di suicidarsi buttandosi di sotto (飛び降り自殺する権利?, Tobiori jisatsu suru kenri) - 18. Eppure... (それでも?, Soredemo) - 19. Questa Maschera è davvero pericolosa (この仮面はマジでヤバい?, Kono kamen wa majide yabai) - 20. Adesso mi ammazzo! (私 死んじゃうもん！?, Watashi shin jau mon!) - 21. La Maschera cameriera (メイド仮面さん?, Meido Kamen-san) - 22. Con la mano sinistra (左手で?, Hidarite de) - 23. La prossima Maschera ha un'arma da fuoco! (次の仮面の武器は?, Tsugi no Kamen no buki wa) - 24. Sono un fenomeno!! (私 天才!!?, Watashi tensai!!) - 25. Contro la Maschera (対仮面?, Tai Kamen) - 26. Per te (あなたのために?, Anata no tame ni) - 27. E così... ci separiamo. (これで…お別れね?, Kore de… o wakare ne) - 28. Questo mondo assurdo (このふざけた世界を?, Kono fuzaketa sekai o) - 29. Il ricordo di quel momento (あの時の記憶?, Ano toki no kioku) - 30. Non è da sola?! (独りじゃない?, Hitori janai) - 31. Dalle zone illuminate (明るいほうから?, Akarui hō kara) - 32. Proprio io... (この私が?, Kono watashi ga) - 33. IIIH! YAAHI! (ヒ～ヒ！ ヒャヒッ!!?, Hi~hi! Hyahi~tsu!!) - 34. Te? (で？?, De?) |                                         |                                        |
| 3  | Sky Violation 3 「天空侵犯 3」 - Tenkū shinpan 3 | 9 gennaio 2015 ISBN 978-4-06-377111-4   | 7 dicembre 2017                        |
| 3  | Capitoli - 35. Di sicuro! (絶対に！?, Zettai ni!) - 36. Quello che dovevo fare (思い出したオレのやるべきことを?, Omoide shita ore no yarubeki koto o) - 37. Ok, hai ragione (うん わかった?, Un wakatta) - 38. Scusami, Mayuko Nise (ごめんね 二瀬真由子さん?, Gomen ne Nise Mayuko-san) - 39. Un nome rozzo (ダッサイ名前?, Dassai namae) - 40. Io, ormai... (オレは…すでに…?, Ore wa… sudeni…) - 41. ...che mio fratello non muoia (死んじゃいませんように?, Shinja imasen yō ni) - 42. Spirito sportivo (スポーツマンシップ?, Supōtsumanshippu) - 43. Devo smettere di tremare! (ビビるのはここまでだ?, Bibiru no wa koko madeda) - 44. Segreti importanti di questo mondo (この世界の重大な秘密?, Kono sekai no jūdaina himitsu) - 45. E lo faremo io e mia sorella...! (オレたち兄妹の手で?, Ore-tachi kyōdai no te de) - 46. Il quaderno di appunti di quel Nomura (野村少年の考察ノート?, Nomura shōnen no kōsatsu nōto) - 47. Il terzo tipo di Maschera (第3の仮面?, Dai 3 no kamen) - 48. Grazie! (ありがとっ！?, Arigato~tsu!) - 49. La sua dovrebbe soddisfarmi (あの娘のモノなら満たされる?, Ano musume no mononara mitasareru) - 50. Una struttura che serve a creare Dio (誕生だすための機関?, Tanjō dasu tame no kikan) - 18.5. Chi potrebbe...? (誰か私を…?, Dare ka watashi o…)                                     |                                         |                                        |
| 4  | Sky Violation 4 「天空侵犯 4」 - Tenkū shinpan 4 | 8 maggio 2015 ISBN 978-4-06-377190-9    | 11 gennaio 2018                        |
| 4  | Capitoli - 51. Il dovere di un angelo (天使の義務?, Tenshi no gimu) - 52. Il suo nome è (この女の名前は?, Kono on'na no namae wa) - 53. Ha prevalso (上回った?, Uwamawatta) - 54. Eppure, io... (なのだけれど？?, Na nodakeredo?) - 55. Il palazzo nero (黒いビル?, Kuroi Biru) - 56. Dicevamo... (ところで?, Tokorode) - 57. Il codice di Dio (神のコード?, Kami no kōdo) - 58. Presidente (社長?, Shachō) - 59. Il protagonista...? (主人公…ですか？?, Shujinkō…desu ka?) - 60. Non sanno che esistono (存在を知らない?, Sonzai o shiranai) - 61. Io ti voglio bene! (あなたのことが好きよ?, Anata no koto ga suki yo) |                                         |                                        |
| 5  | Sky Violation 5 「天空侵犯 5」 - Tenkū shinpan 5 | 7 agosto 2015 ISBN 978-4-06-377292-0    | 8 febbraio 2018                        |
| 5  | Capitoli - 62. Non farmi soffrire, ok? (痛くはしないでね？?, Itaku wa shinaide ne?) - 63. Non mi sarebbe importato... (たとえ人形になってでも?, Tatoe ningyō ni natte demo) - 64. La persona vicina a Dio (神に近づいた者?, Kami ni chikadzuita mono) - 65. È comparso lui (奴が現れた?, Yatsu ga arawareta) - 66. Ma non ascolta! (人の話を聞いてないっ！?, Hito no hanashi o kiitenai~tsu!) - 67. Farò qualsiasi cosa! (私はなんだってする?, Watashi wa nan datte suru) - 68. Preparo il colpo di avvertimento! (威嚇射撃の用意ですわっ！?, Ikaku shageki no yōi de suwatsu!) - 69. La mia più potente tattica mortale (私の最強必殺技?, Watashi no saikyō hissawwaza) - 70. Guh! Uh... Guh! Uh! Uh! (ぐふっ…ぐふふっ！?, Gufutsu… gufu futsu!) - 71. Ikebukuro (池袋?, Ikebukuro) - 72. Così come sei, per sempre (いつまでもこのままで?, Itsu made mo kono mama de) |                                         |                                        |
| 6  | Sky Violation 6 「天空侵犯 6」 - Tenkū shinpan 6 | 9 novembre 2015 ISBN 978-4-06-377349-1  | 8 marzo 2018                           |
| 6  | Capitoli - 73. Le stesse cose di Yoshida (吉田くんの話?, Yoshida-kun no hanashi) - 74. Buona fortuna (がんばってください?, Ganbatte kudasai) - 75. Lo sanno tutti (そんなの常識?, Son'na no jōshiki) - 76. Sto ancora bene (まだ大丈夫?, Mada daijōbu) - 77. La maschera da cecchino (スナイパーの仮面?, Sunaipā no kamen) - 78. Il ricordo più vecchio (最も古い記憶?, Mottomo furui kioku) - 79. Perché ho indossato la maschera? (何故オレは仮面を被ってしまったのか?, Naze ore wa kamen o kabutte shimatta no ka) - 80. Salvezza (救い?, Sukui) - 81. Gli angeli che "quella persona" può controllare (アノカタが操れる天使の人数?, Anokata ga ayatsureru tenshi no ninzū) - 82. Te la caverai (本城さんなら大丈夫?, Honjō-san'nara daijōbu) - 83. Sono felice di averti incontrata (あなたに逢えて良かった?, Anata ni aete yokatta) |                                         |                                        |
| 7  | Sky Violation 7 「天空侵犯 7」 - Tenkū shinpan 7 | 9 febbraio 2016 ISBN 978-4-06-377422-1  | 12 aprile 2018                         |
| 7  | Capitoli - 84. Ibernazione (ハイバネーション?, Haibanēshon) - 85. Sola dopo tanto tempo (久しぶりの一人旅?, Hisashiburi no hitoritabi) - 86. Qualsiasi obiezione sarà respinta (反論は却下致します?, Hanron wa kyakka itashimasu) - 87. La prova (試練?, Shiren) - 88. Quelle persone (あのひとたち?, Ano hito-tachi) - 89. Insieme a tutti loro (みんなで?, Min'nade) - 90. Compito in classe (学力テスト?, Gakuryoku Tesuto) - 91. Beccati! ♪ (はい発見♪?, Hai hakken ♪) - 92. Esseri pericolosi (危険な存在?, Kiken'na sonzai) - 93. Dovere di fratello maggiore (兄の義務?, Ani no gimu) - 94. Alleanza (合流?, Gōryū) |                                         |                                        |
| 8  | Sky Violation 8 「天空侵犯 8」 - Tenkū shinpan 8 | 9 maggio 2016 ISBN 978-4-06-377461-0    | 10 maggio 2018                         |
| 8  | Capitoli - 95. Tutto secondo i piani (順調に進行中?, Junchō ni shinkō-chū) - 96. Scappa! (逃げろ！?, Nigero!) - 97. Non è cambiato niente (これじゃ今までと変わらない?, Kore ja imamade to kawaranai) - 98. La sorella minore di Honjo (本城くんの妹さん?, Honjō-kun no imōto-san) - 99. L'eroina leggendaria (伝説の女勇者?, Densetsu no on'na yūsha) - 100. Urlo (叫び?, Sakebi) - 101. Liceale scalmanata (世話の焼ける女子高生?, Sewanoyakeru mesukōsei) - 102. Qualcosa di strano (何かがおかしい 何かが?, Nanikagaokashī nanika ga) - 103. Ciao (こんにちは?, Kon'nichiwa) - 104. Possiamo farcela! (イケます！ イケますわぁっ！?, Ikemasu! Ikemasu watsu!) - 105. Tutti i mondi (全ての世界?, Subete no sekai) |                                         |                                        |
| 9  | Sky Violation 9 「天空侵犯 9」 - Tenkū shinpan 9 | 9 agosto 2016 ISBN 978-4-06-377499-3    | 14 giugno 2018                         |
| 9  | Capitoli - 106. Inutile nullità (マジでムカつくクソ野郎?, Majide mukatsuku kuso yarō) - 107. Prove (トライアル?, Toraiaru) - 108. Angeli custodi (守護天使?, Shugo tenshi) - 109. Il mondo va a rotoli (世も末とはこのことか?, Yomosue to hako no koto ka) - 110. Il me stesso attuale (今の自分?, Ima no jibun) - 111. Perché? (なんで？?, Nande?) - 112. Malvagità assoluta (真の邪悪?, Shin no jaaku) - 113. Dirà che è giustizia, ma... (それが正義だと言いながら?, Sore ga seigida to iinagara) - 114. Non hai detto che ti scappava fortissimo la pipì? (すっごいオシッコしたい?, Suggoi oshikkoshitai) - 115. Cautela (警戒心?, Keikaishin) - 116. All'inizio non era così (最初から強かった訳じゃない?, Saisho kara tsuyokatta wake janai) |                                         |                                        |
| 10 | Sky Violation 10 「天空侵犯 10」 - Tenkū shinpan 10 | 9 novembre 2016 ISBN 978-4-06-393073-3  | 12 luglio 2018                         |
| 10 | Capitoli - 117. L'ostaggio è... (その人質とは?, Sono hitojichi to wa) - 118. Mia cara Yayoi... (なぁ弥生ちゃんよぉ?, Nā Yayoi-chan yo) - 119. Qualcuno più grande di me su cui contare (頼れる年上?, Tayoreru toshiue) - 120. Curiosità (好奇心?, Kōkishin) - 121. Scala di potenza distruttiva (破壊力スケール?, Hakai-ryoku Sukēru) - 122. Aah! (嗚呼！?, Aa!) - 123. Farle sputare tutto (全てを吐き出させる?, Subete o hakidasa seru) - 124. La sorellina di mio fratello (お兄ちゃんの妹?, O nīchan no imōto) - 125. Per cosa combatto? (なんのために戦う?, Nan no tame ni tatakau) - 126. Sentimenti (思い?, Omoi) - 127. È tutto troppo assurdo (おかしいでしょ 何もかも?, Okashīdesho nanimokamo) |                                         |                                        |
| 11 | Sky Violation 11 「天空侵犯 11」 - Tenkū shinpan 11 | 9 febbraio 2017 ISBN 978-4-06-393137-2  | 9 agosto 2018                          |
| 11 | Capitoli - 128. Il piano di uccisione della liceale in uniforme alla marinara (セーラー服暗殺計画?, Sērā-fuku ansatsu keikaku) - 129. Il grande angelo (大天使?, Dai tenshi) - 130. Andiamo avanti (話を続けましょう?, Hanashi o tsudzuke mashou) - 131. I forti (強者?, Tsuwamono) - 132. Non mi sembri molto in forma (元気が無いカンジ?, Genki ga nai kanji) - 133. Continuo il racconto (話を続けるわ?, Hanashi o tsudzukeru wa) - 134. Sto per esplodere (感情が爆発しそう?, Kanjō ga bakuhatsu shisō) - 135. Capisco la tua fretta (焦る気持ちはよくわかる?, Aseru kimochi wa yoku wakaru) - 136. Nuova abilità (新しい能力?, Atarashī nōryoku) - 137. Mentalmente pronta (心構え?, Kokoro gamae) - 138. La battaglia è cominciata (戦いは始まった?, Tatakai wa hajimatta) - 139. Esplosione! Dominazione! (爆！ 臨ッッ！?, Bakuhatsu! Nozomu~tsu~tsu!) |                                         |                                        |
| 12 | Sky Violation 12 「天空侵犯 12」 - Tenkū shinpan 12 | 9 maggio 2017 ISBN 978-4-06-393187-7    | 13 settembre 2018                      |
| 12 | Capitoli - 140. Non aspetterò più! (モウ我慢シナイ！?, Mō gaman shinai!) - 141. Una normale ragazzina (ただの女の子?, Tada no on'nanoko) - 142. E così, io ho fatto quella rampa di scale! (そしてぼくは階段を昇った?, Soshite boku wa kaidan o nobotta) - 143. Un essere malvagio (とてつもない悪党?, Totetsumonai akutō) - 144. Addio (サヨウナラ?, Sayōnara) - 145. Mi gusterò... con calma... (じっくりと…味わって…?, Jikkuri to… ajiwatte…) - 146. Il momento del railgun (レールガンチャンス?, Rērugan Chansu) - 147. Ci siamo! (来るっ!!?, Kurutsu!!) - 148. Per te è finita (あなたは ここで終わりよ?, Anata wa koko de owari yo) - 149. Segui Yuri Honjo (ホンジョウユリに従って?, Honjou Yuri ni shitagatte) - 150. Il profeta (預言者?, Yogensha) |                                         |                                        |
| 13 | Sky Violation 13 「天空侵犯 13」 - Tenkū shinpan 13 | 9 luglio 2017 ISBN 978-4-06-510028-8    | 11 ottobre 2018                        |
| 13 | Capitoli - 151. Che meraviglioso legame fraterno! (すばらしい兄妹愛?, Subarashī kyōdai ai) - 152. Telegnosi (テレグノシス?, Teregunoshisu) - 153. Qualunque cosa faccia (私が何をしようとも?, Watashi ga nani o shiyou tomo) - 154. Potrei essere io a uccidere te (私がアンタを殺しちゃう?, Watashi ga anta o koroshi chau) - 155. So perfettamente (把握?, Haaku) - 156. Leader (リーダー?, Rīdā) - 157. Dal suo avversario (貴殿と敵対する者より?, Kiden to tekitai suru mono yori) - 158. Capacità (器量?, Kiryō) - 159. Non ho alcuna voglia di diventare Dio (神様になんかなりたくない?, Kamisama ni nanka naritakunai) - 160. Il motivo per cui ho rinunciato a diventare Dio (私が神をあきらめた理由?, Watashi ga kami o akirameta riyū) - 161. Avrei voluto parlare di più con te (君とはもっと話をしていたかった?, Kimi to wa motto hanashi o shite itakatta) - 162. Un appellativo piuttosto rilevante (メジャーな呼称?, Mejāna koshō) |                                         |                                        |
| 14 | Sky Violation 14 「天空侵犯 14」 - Tenkū shinpan 14 | 6 ottobre 2017 ISBN 978-4-06-51026-26   | 8 novembre 2018                        |
| 14 | Capitoli - 163. In realtà non è uno solo - 164. Non c'è tempo per le chiacchiere - 165. Quando ci siamo conosciute - 166. Che la battaglia inizi - 167. Mister sniper - 168. Sono molto, molto cattiva - 169. Ben arrivata - 170. La lama migliore per difendere la giustizia - 171. Ripristino - 172. Come fa a essere ancora vivo? - 173. Sarebbe una cosa terribile - 174. Fratellone...? |                                         |                                        |
| 15 | Sky Violation 15 「天空侵犯 15」 - Tenkū shinpan 15 | 9 gennaio 2018 ISBN 978-4-06-510726-3   | 13 dicembre 2018                       |
| 15 | Capitoli - 175. Questo dominio ora si fa serio (この領域が本気を出す?, Kono ryōiki ga honki wo dasu) - 176. Io, al momento... (今のオレ?, Ima no ore) - 177. In rappresentanza del castigo divino (天罰代行?, Tenbatsu daikō) - 178. Lo stupido che tentò di avvicinarsi al sole (太陽を目指したオロカモノ?, Taiyō o mezashita orokamono) - 179. Angelo custode VS... (守護天使ＶＳ?, Shugo tenshi VS) - 180. Risvegliare (目覚めさせる?, Mezame saseru) - 181. Come ci muoviamo, noi? (オレたちはどう動く?, Ore-tachi wa dō ugoku) - 182. Vi faccio vedere io (教えてアゲルッ！?, Oshiete agerutsu!) - 183. Davvero grandioso (これはすごい?, Kore wa sugoi) - 184. Vento (風?, Kaze) - 185. Non posso più essere utile (貴方のお役に?, Anata no o-yaku ni) |                                         |                                        |
| 16 | Sky Violation 16 「天空侵犯 16」 - Tenkū shinpan 16 | 9 aprile 2018 ISBN 978-4-06-511240-3    | 7 febbraio 2019                        |
| 16 | Capitoli - 186. Il suo vero scopo (本当の狙い?, Hontō no nerai) - 187. Ricordati che devi morire (死を記憶せよ?, Shi o kioku seyo) - 188. In parole povere (わかりやすく考えると?, Wakari yasuku kangaeru to) - 189. Possibilità di vittoria (成功する可能性?, Seikō suru kanōsei) - 190. Che faccio, Kuon?! (どうしよう九遠ちゃん?, Dō shiyō Kuon-chan) - 191. Il lato negativo di Honjo (本城さんのダメな部分?, Honjō-san no damena bubun) - 192. Consiglio (進言?, Shingen) - 193. Quello che dovete fare (あなたがたの為すべきこと?, Anata gata no tame subeki koto) - 194. Il peggio del peggio del peggio (クズの中のクズ?, Kuzu no naka no kuzu) - 195. Che stupida... (バッカみたい?, Bakka mitai) - 196. Ricordi (記憶?, Kioku) |                                         |                                        |
| 17 | Sky Violation 17 「天空侵犯 17」 - Tenkū shinpan 17 | 9 luglio 2018 ISBN 978-4-06-511787-3    | 4 aprile 2019                          |
| 17 | Capitoli - 197. Non poter più giocare con te (もう遊べなくなる?, Mō asobe naku naru) - 198. La verità sul signor Maschera (仮面さんの真実?, Kamen-san no shinjitsu) - 199. Sei a portata di mano (手の届く場所まで?, Te no todoku basho made) - 200. Diavolo (魔?, Ma) - 201. Non la ucciderò (殺すのヤメルッ！?, Korosu no yamerutsu!) - 202. Oscillazione sconosciuta (未体験の波動?, Mi taiken no hadō) - 203. Maledetto stupido (バカ丸出し?, Baka marudashi) - 204. L'ultimo ordine (最後の命令?, Saigo no meirei) - 205. Alla fine dei giochi... (なには ともあれ?, Nani wa tomoare) - 206. Thank you! Justice! (サンキュー！ 正義！?, Sankyū! Masayoshi!) - 207. Nient'altro che una bestia pronta a scagliarsi contro i cieli (天に反逆するだけのただの獣?, Ten ni hangyaku suru dake no tada no kemono) |                                         |                                        |
| 18 | Sky Violation 18 「天空侵犯 18」 - Tenkū shinpan 18 | 9 ottobre 2018 ISBN 978-4-06-512601-1   | 13 giugno 2019                         |
| 18 | Capitoli - 208. In qualsiasi condizione si trovi (どんな状態であろうと?, Don'na jōtai dearou to ) - 209. Confine (境界?, Kyōkai ) - 210. Non è motivo sufficiente (その程度のこと?, Sono teido no koto) - 211. Cellula dormiente (スリーパー・セル?, Surīpā Seru) - 212. Un nuovo problema (新しい問題?, Atarashī mondai) - 213. Dietro quella porta (あの扉の向こう?, Ano tobira no mukō) - 214. Decisamente ingenuo (考えが甘い?, Kangae ga amai) - 215. Dai... (なぁ?, Nā) - 216. Il debole fratellino (弱い弟?, Yowai otōto) - 217. Quelli come me (素直な人間?, Sunaona ningen) - 218. Nome in codice: tenma (コードネーム天魔?, Kōdo Nēmu tenma) - 219. L'abbiamo beccata?! (やったかッッ！？?, Yatta ka~tsu~tsu!?) |                                         |                                        |
| 19 | Sky Violation 19 「天空侵犯 19」 - Tenkū shinpan 19 | 9 gennaio 2019 ISBN 978-4-06-513870-0   | 8 agosto 2019                          |
| 19 | Capitoli - 220. A dire la verità (本音を言わせてもらうと?, Hon'ne o iwa sete morauto) - 221. Cosa succede ora a lui? (ドウナルノデスカ？?, Dounaruno desuka?) - 222. Le emozioni prima della logica, i desideri prima della morale (理論よりも感情倫理よりも欲望?, Riron yori mo kanjō rinri yori mo yokubō) - 223. Muori, rifiuto umano!! (テメェが死ねカス野郎?, Teme ga shine Kasu yarō) - 224. La coscienza è anch'essa una dimensione (意識もひとつの異世界?, Ishiki mo hitotsu no isekai) - 225. Posso anche ucciderle! (殺してもいい存在?, Koroshite mo ī sonzai) - 226. Veni! Vidi! E poi... (来た見たそして?, Kita mita soshite) - 227. Volevo farti una domanda (聞いておきたいこと?, Kiite okitai koto) - 228. La sua tecnica (ヤリ方?, Yarikata) - 229. Il mio ultimo dovere (最後の義務?, Saigo no gimu) - 230. Noi angeli custodi (ボクたち守護天使?, Bokutachi shugo tenshi) |                                         |                                        |
| 20 | Sky Violation 20 「天空侵犯 20」 - Tenkū shinpan 20 | 9 aprile 2019 ISBN 978-4-06-514871-6    | 10 ottobre 2019                        |
| 20 | Capitoli - 231. Bugiardo (嘘つき?, Usotsuki) - 232. L'origine della forza (強さの源?, Tsuyo-sa no minamoto) - 233. Questo sembra cattivo sul serio (これは確かにヤバそうだ?, Kore wa tashika ni yaba-sōda) - 234. Io sono un professionista (私はプロだ！?, Watashi wa Puroda!) - 235. Da quel punto (その場所から?, Sono basho kara) - 236. C'è un limite alle regole che possono essere violate (ルール違反にも程がある?, Rūru ihan ni mo hodo ga aru) - 237. Forti e robusti (強くたくましく?, Tsuyoku takumashiku) - 238. Status quo (現状?, Genjō) - 239. Ah... (あっ?, Atsu) - 240. Cosa provano gli umani (人間たちのキモチ?, Ningen-tachi no kimochi) - 241. Non voglio (そんなのは いやだ?, Son'na no wa iyada) - 242. Fase terminale (終末段階?, Shūmatsu dankai) |                                         |                                        |
| 21 | Sky Violation 21 「天空侵犯 21」 - Tenkū shinpan 21 | 9 luglio 2019 ISBN 978-4-06-516663-5    | 19 dicembre 2019                       |
| 21 | Capitoli - 243. Tipo una ricompensa (ご褒美的なモノ?, Go hōbi-tekina mono) - 244. Il segreto delle Maschere inespressive (無表情仮面の秘密?, Muhyōjō kamen no himitsu) - 245. E questa cosa è... (事実ッッそれはッッッ?, Jijitsu ~tsussoreha ~tsu~tsu~tsu) - 246. Ingiustizia (不公平?, Fukōhei) - 247. Un nuovo corpo (新しいカラダ?, Atarashī karada) - 248. Gli altri sono gli altri (最終的には他者は他者?, Saishūtekini wa tasha wa tasha) - 249. Troppo pazzescaaaa!! (凄すぎるんだけどッッッ！?, Sugo sugiru ndakedo ~tsu~tsu~tsu!) - 250. Non è colpa tua (貴方は悪くない?, Anata wa warukunai) - 251. Almeno una volta (全員一度は経験?, Zen'in ichido wa keiken) - 252. Violazione dei cieli - Sky Violation (天空侵犯?, Tenkū shinpan) - 253. Una sorellina fantastica tutta per me (カワイイ妹を独り占め?, Kawaī imōto o hitorijime) - 254. Il dualismo di divinità e umanità (神と人間の二重性?, Kami to ningen no nijū-sei) - 255. Solo un po' (ちょっとぐらいなら?, Chotto gurainara) - 256. È meglio arrendersi subito (すぐにあきらめたほうが楽?, Sugu ni akirameta hō ga raku) - Finale. Così orgoglioso di te, sorellina (自慢の妹?, Jiman no imōto) |                                         |                                        |

### Sequel
Nel marzo 2019 l'applicazione Magazine Pocket di Kōdansha ha rivelato la produzione di un sequel disponibile, almeno inizialmente, esclusivamente sull'applicazione Magapoke. Il primo capitolo della nuova serie, intitolata Tenkū shinpan arrive (天空侵犯 arrive?) è stato pubblicato il 28 luglio 2019 mentre l'ultimo il 24 aprile 2021. I vari capitoli sono stati raccolti in sette volumi tankōbon dall'8 novembre 2019 al 9 giugno 2021.

### Anime
Al Netflix Anime Festival tenutosi il 26 ottobre 2020, è stato annunciato un adattamento ONA della serie. La serie è stata pubblicata interamente su Netflix il 25 febbraio 2021, ed è stata prodotta dallo studio d'animazione Zero-G e diretta da Masahiro Takata, la sceneggiatura è stata curata da Touko Machida, il character design è di Yōichi Ueda mentre la colonna sonora è di tatsuo e Youichi Sakai. La sigla iniziale è HON-NO ed è cantata dal gruppo Empire mentre quella di chiusura è My Name is Blue (わたしの名はブルー?, Watashi no na wa Burū) cantata da Have a Nice Day!.
In Italia la serie è stata pubblicata su Netflix con il doppiaggio in italiano il 25 febbraio 2021 con il titolo internazionale High-Rise Invasion.

#### Episodi
| Nº | Titolo italiano Giapponese 「Kanji」 - Rōmaji                                                                                            | In onda          | In onda          |
| Nº | Titolo italiano Giapponese 「Kanji」 - Rōmaji                                                                                            | Giapponese       | Italiano         |
| 1  | Non capisco questo mondo 「わけわかんない、この世界」 - Wake wakannai, kono sekai                                                        | 25 febbraio 2021 | 25 febbraio 2021 |
| 2  | Ho trovato un nuovo obiettivo 「見つかった、新しい目標が」 - Mitsukatta, atarashii mokuhyō ga                                            | 25 febbraio 2021 | 25 febbraio 2021 |
| 3  | Mi dispiace, Mayuko Nise 「ごめんね、二瀬真由子さん･･･」 - Gomen ne, Nise Mayuko-san...                                                  | 25 febbraio 2021 | 25 febbraio 2021 |
| 4  | Non cederò a questo mondo 「こんな世界になんて負けない」 - Konna sekai ni nante makenai                                                  | 25 febbraio 2021 | 25 febbraio 2021 |
| 5  | È un'arma incredibile 「あれはとんでもない最終兵器」 - Are wa tondemonai saishū heiki                                                    | 25 febbraio 2021 | 25 febbraio 2021 |
| 6  | Se divento una dea perfetta 「『完全なる神』になれば･･･」 - "Kanzen naru kami" ni nareba...                                              | 25 febbraio 2021 | 25 febbraio 2021 |
| 7  | Distruggerò questo regno 「この領域を終わらせる」 - Kono ryōiki o owaraseru                                                              | 25 febbraio 2021 | 25 febbraio 2021 |
| 8  | Ho rinunciato alla mia umanità, ma è comprensibile 「人間を捨てちゃった･･･けどそれでもいい」 - Ningen o sutechatta... kedo sore de mo ii | 25 febbraio 2021 | 25 febbraio 2021 |
| 9  | Chi di noi avrà una vita straordinaria? 「どちらがカッコいい生き方をするのか」 - Dochira ga kakko Ii ikikata o suru no ka                | 25 febbraio 2021 | 25 febbraio 2021 |
| 10 | Il nostro nemico desidera il caos 「敵は『混沌を望む者』」 - Teki wa "konton o nozomu mono"                                              | 25 febbraio 2021 | 25 febbraio 2021 |
| 11 | Io SONO la giustizia! 「我こそが正義！」 - Ware koso ga seigi!                                                                           | 25 febbraio 2021 | 25 febbraio 2021 |
| 12 | High-Rise Invasion 「これこそが天空侵犯」 - Kore koso ga tenkū shinpan                                                                   | 25 febbraio 2021 | 25 febbraio 2021 |

## Accoglienza
Davide Landi di MangaForever recensendo il primo volume del manga lo ha trovato come un classico fumetto di sopravvivenza dove l'azione è la parte fondamentale, lasciando spesso ai margini l'approfondimento dei personaggi, tranne quello della protagonista, la quale invece viene fornita di una dimensione a 360°, grazie alle persone che la stessa si trova ad incontrare durante il suo viaggio seppure senza eccedere. Il primo numero mostrava le basi per un buon manga, anche se all'inizio non offriva elementi che sembravano farlo eccellere rispetto ad altri esponenti del genere, anche se l'idea degli uomini in maschera che uccidevano solo chi non era abbastanza forte interiormente ed il ruolo del fratello di Yuri erano delle buone idee di base che potevano rivelarsi vincenti.